# Уайлд, Грегг
Гре́гори Уа́йлд (англ. Gregory Wylde; 23 марта 1991, Керкинтиллох, Ист-Данбартоншир, Шотландия), более известный как Грегг Уа́йлд (англ. Gregg Wylde) — шотландский футболист. Левый полузащитник английского клуба «Моркам», за который он выступает на правах аренды из «Плимут Аргайл».

## Ранние годы
Грегг родился 23 марта 1991 года в шотландском городе Керкинтиллох в семье футболиста Гордона Уайлда. Образование получил в школе своего родного города (англ. Kirkintilloch High School).

## Клубная карьера

### «Рейнджерс»
В возрасте семи лет Уайлд, не пройдя отбор в Академию своего любимого клуба «Рейнджерс», стал обучаться футбольному мастерству в стане злейших врагов «джерс» — «Селтика». Скауты «рейнджеров» заметили талантливого футболиста в 2005 году и сделали Греггу предложение о переезде на «Айброкс», которое молодой игрок с радостью принял.
Свой первый профессиональный контракт Уайлд подписал с «джерс» перед началом сезона 2008/09. Дебют Грегга во взрослой команде «Рейнджерс» состоялся 29 августа 2009 года, когда глазговцы встречались с «Гамильтон Академикал». В начале футбольного года 2011/12, стремясь не потерять перспективного футболиста, руководство «джерс» предложило Греггу новое долгосрочное соглашение о сотрудничестве, которое, однако, хавбек отклонил. После этого наставник глазговцев Алли Маккойст согласился с требованиями Уайлда и пообещал тому «улучшенный контракт вскоре». В то же время «Рейнджерс» отклонили предложение в 400 тысяч фунтов стерлингов от английского «Болтон Уондерерс». 21 августа 2011 года молодой футболист забил свой первый гол в составе «джерс», поразив ворота клуба «Мотеруэлл». Четырьмя днями позднее Уайлд поставил подпись под новым 4-летним контрактом с «джерс». 5 ноября 2011 года Грегг был впервые в карьере удалён с поля — случилось это в матче с «Данди Юнайтед». Главный арбитр встречи Брайан Уинтер «наградил» Уайлда прямой красной карточкой после необоснованно жёсткого подката против игрока «арабов» Вилло Флада.
В феврале 2012 года службы финансового надзора Великобритании выявили у глазговского коллектива серьёзные денежные проблемы, включающие большой долг. В итоге с «Рейнджерс» сняли 10 очков в первенстве страны, и клуб перешёл под внешнее управление. В начале марта стало известно, что футболистам «Рейнджерс» будет предложено пойти на существенное снижение зарплат или добровольно разорвать контракт с «джерс» без выплаты компенсации. 2 марта Уайлд и его одноклубник Мерван Челик пошли по второму пути, покинув клуб.

### «Болтон Уондерерс»
Потенциальные покупатели на талантливого хавбека нашлись быстро — в частности, о своей предметной заинтересованности в услугах Грегга рассказали наставник «Астон Виллы» Алекс Маклиш, представители «Блэкпула» и «Болтон Уондерерс». В итоге Уайлд отдал предпочтение последним — 17 марта он подписал с «белыми» 3-летний контракт.

### «Бери»
22 ноября 2012 года Грегг был отдан по арендному месячному соглашению в клуб «Бери». 1 декабря Уайлд впервые защищал цвета коллектива из графства Большой Манчестер в официальной встрече — в тот день команда шотландца в рамках Кубка Англии играла с «Саутенд Юнайтед».

### Клубная статистика
| Клуб                   | Сезон                  | Чемпионат | Чемпионат | Кубок | Кубок | Кубок Лиги | Кубок Лиги | Трофей Футбольной лиги | Трофей Футбольной лиги | Еврокубки | Еврокубки | Итого | Итого |
| Клуб                   | Сезон                  | Игры      | Голы      | Игры  | Голы  | Игры       | Голы       | Игры                   | Голы                   | Игры      | Голы      | Игры  | Голы  |
| ---------------------- | ---------------------- | --------- | --------- | ----- | ----- | ---------- | ---------- | ---------------------- | ---------------------- | --------- | --------- | ----- | ----- |
| Рейнджерс              | 2009/10                | 2         | 0         | —     | —     | —          | —          | —                      | —                      | —         | —         | 2     | 0     |
| Рейнджерс              | 2010/11                | 15        | 0         | 1     | 0     | 3          | 0          | —                      | —                      | 2         | 0         | 21    | 0     |
| Рейнджерс              | 2011/12                | 21        | 2         | 2     | 0     | 1          | 0          | —                      | —                      | 1         | 0         | 25    | 2     |
| Всего за «Рейнджерс»   | Всего за «Рейнджерс»   | 38        | 2         | 3     | 0     | 4          | 0          | 0                      | 0                      | 3         | 0         | 48    | 2     |
| Бери                   | 2012/13                | 4         | 0         | 2     | 0     | —          | —          | 1                      | 0                      | —         | —         | 7     | 0     |
| Всего за «Бери»        | Всего за «Бери»        | 4         | 0         | 2     | 0     | 0          | 0          | 1                      | 0                      | 0         | 0         | 7     | 0     |
| Абердин                | 2013/14                | 8         | 1         | 1     | 0     | 1          | 0          | —                      | —                      | —         | —         | 10    | 1     |
| Всего за «Абердин»     | Всего за «Абердин»     | 8         | 1         | 1     | 0     | 1          | 0          | 0                      | 0                      | 0         | 0         | 10    | 1     |
| Сент-Миррен            | 2013/14                | 17        | 2         | 1     | 0     | 1          | 0          | —                      | —                      | —         | —         | 19    | 1     |
| Сент-Миррен            | 2014/15                | 19        | 1         | —     | —     | 2          | 0          | —                      | —                      | —         | —         | 21    | 1     |
| Всего за «Сент-Миррен» | Всего за «Сент-Миррен» | 36        | 3         | 1     | 0     | 3          | 0          | 0                      | 0                      | 0         | 0         | 40    | 3     |
| Всего за карьеру       | Всего за карьеру       | 86        | 6         | 7     | 0     | 8          | 0          | 1                      | 0                      | 3         | 0         | 105   | 6     |

(откорректировано по состоянию на 28 февраля 2015)

## Сборная Шотландии
С 2008 года Уайлд призывался под знамёна различных молодёжных сборных Шотландии. В период с 2009 по 2010 год являлся игроком национальной команды (до 19 лет), в составе которой провёл три игры. В ноябре 2010 года 19-летний Грегг был вызван в молодёжную сборную Шотландии на товарищескую встречу против сверстников из Северной Ирландии. В том же поединке, который состоялся 17 ноября, Уайлд и дебютировал в первом составе «молодёжки».

## Достижения
«Рейнджерс»
- Чемпион Шотландии (2): 2009/2010, 2010/11
- Обладатель Кубка шотландской лиги: 2010/11

## Личная жизнь
Отец Грегга, Гордон, является бывшим футболистом, в период с 2006 по 2008 год занимал пост главного тренера клуба «Ист Стерлингшир». В период с апреля 2010 по февраль 2011 был ассистентом менеджера в команде «Клайд». Также близкими родственниками игрока являются мать Эвелин, сестра Эмма и племянник Кейден Бейн.